# Pax Americana
 (лат. Pax Americana - Амерички мир) у дословном преводу означава период релативног мира изазваног глобалном доминацијом Сједињених Америчких Држава, док се сам концепт америчке спољне политике различито тумачи у различитим круговима. „Амерички мир“ се односи на период двадесетог и почетак 21. вијека.

## Концепт спољне политике
У америчкој спољној политици, „Амерички мир“ се заснива на принципу Римског царства (лат. Senatus Populusque Romanus (SPQR) - Сенат и народ Рима), према коме су Римљани вјеровали да су територије под њиховом управом повлаштене јер уживају мир и благостање које гарантује снага и утицај Римског царства. Сходно римском принципу, присталице Пакс американе вјерују да су Сједињене Америчке Државе благословене положајем свјетске силе, важнијим и од онога које је имало Римско царство, те да је обавеза САД да употреби своју моћ како би осигурала и продужила раздобље „америчког мира“.
Према овом принципу америчке спољне политике, САД имају водећу улогу у свијету:
| „                  | Америка није обични грађанин света. Она је доминантна сила на свету, моћнија од било које у историји, још од Рима. Америка може да преобликује норме, промени ишчекивања и створи нове реалности. | ” |
| — Чарлс Краутхамер | |   |

Концепт се заснива на ставу да америчка моћ дозвољава Сједињеним Америчким Државама да остваре своје интересе онако како то желе, те да спољна политика треба да одржава, шири и јача ту позицију моћи.

## Привредна доминација
У пословној етици Пакс американа представља модел политичке глобализације према коме „управљање јединственим политичким пространствима треба да припадне САД као најмоћнијој економској сили на свијету“.

## Историја
Јачање САД као доминантне свјетске силе почиње у вријеме велике рецесије 1873. и паралелно је раздобљу слабљења Пакс британије. У периоду од 1873. до пред почетак Другог свјетског рата САД и Њемачка постају економске силе у пољу металне и аутомобилске индустрије, док улога Уједињеног Краљевства слаби. Разарање које је доживјела Европа и Азија у Првом и Другом свјетском рату доводи САД у позицију водеће економске силе. На Јалтској конференцији 1945. долази до договора између три велика побједника Другог свјетског рата, односно до успостављања новог свјетског поретка, након чега почиње раздобље Хладног рата. Интересно подручје великих сила је подијељено на два дијела, од чега је једна трећина свијета била под утицајем СССР, а остатак под утицајем САД. САД су 1945. бациле атомску бомбу на Хирошиму и Нагасаки, што их је ставило у позицију лидера у области наоружања, односно војне моћи. СССР су 1949. развиле сопствено нуклерано оружје што је изједначило трку у наоружању током Хладног рата. Читав период Хладног рата је обиљежен трком у наоружању између САД и СССР као и борбом за политичком доминацијом над територијама. Овај период је обиљежио и идеолошки и пропагандни рат између двије велике силе, у коме се САД представила као лидер „слободног свијета“, а СССР као вођа „напредног и антиимперијалистичког“ блока.

## Коријен (етимологија)
Термин је настао прилагођавањем израза „Пакс романа“ (лат. Pax Romana - Римски мир) којим се означава политика Римског царства током 1. и 2. вијека п. н. е. када је исто доживјело врхунац војне, политичке и територијалне моћи.